# てんとうむChu!の世界をムチューにさせます宣言!
『てんとうむChu!の世界をムチューにさせます宣言!』（てんとうむチュのせかいをムチューにさせますせんげん）は、日本テレビで2014年4月15日から7月8日まで火曜1時29分 - 1時59分（月曜深夜）に放送されていたバラエティ番組。

## 概要
将来の48グループを担うてんとうむChu!の7人が世界的アイドルを目指して、様々な課題に体を張って挑戦する。
4月29日放送分からはタツノコプロとのアニメコラボ企画『昆虫物語 てんとうむChu!とみつばちハッChu!』がスタート。2分間のショートアニメでメンバーが声優を務める。

## 出演者

### レギュラー
- MC
  - 土田晃之
- てんとうむChu!
  - AKB48：岡田奈々、小嶋真子、西野未姫
  - SKE48：北川綾巴
  - NMB48：渋谷凪咲
  - HKT48：田島芽瑠、朝長美桜

### ゲスト
- 大島優子、高橋みなみ、高柳明音、松井玲奈、木下春奈、山本彩、兒玉遥、宮脇咲良（第1回）
- 内田眞由美、多田愛佳（第4回）
- 須田亜香里（第4回・第8回）
- 矢野武（実況アナウンサー）（第6回・第7回）
- 富士宮女子チーム[注釈 1]（第7回）
- 藤井恒久（日本テレビアナウンサー - 総合司会）（第9回）
- 桑原勇蔵（株式会社タツノコプロ代表取締役社長）（第10回）
- 阿部信行（音響監督）（第10回）
- 島田晴香（第12回）

## 放送日・企画
| 回 | 放送日         | 企画                                                                                                | 昆虫物語                   | ロケ先・備考                        |
| -- | -------------- | --------------------------------------------------------------------------------------------------- | -------------------------- | ----------------------------------- |
| 1  | 2014年 4月15日 | ドッキリ検証! てんとうむChu!は外国人と上手にコミュニケーションがとれるのか?                         | -                          | -                                   |
| 2  | 4月22日        | イタリア人の心を知る為にてんとうむChu!の7人で喫茶店を切り盛り                                       | -                          | Café カロライナ                     |
| 3  | 4月29日        | てんとうむChu!体力No.1決定戦! → 苦手な物を使って記録更新を目指す!                                   | アイドル募集Chu!           | デジタルハリウッド大学              |
| 4  | 5月6日         | てんとうむChu!大根役者王決定戦!                                                                     | 握手の練習Chu!             | -                                   |
| 5  | 5月13日        | ルーマニア人をムチューにさせる為ドラキュラの館で楽しくゲーム → ペア対抗どきどきゲーム対決           | パパラッチ発生Chu!         | -                                   |
| 6  | 5月20日        | めざせアルプスの少女! 動物スキンシップ対決!!                                                        | リアクション勉強Chu!       | まかいの牧場                        |
| 7  | 5月27日        | ノルウェー発祥のバブルサッカーに挑戦                                                                | 強運が的Chu!               | 西の家フットサルコート              |
| 8  | 6月3日         | ゲーム対決で負けたメンバーがてんとうむChu!初のバンジージャンプに挑戦                                | 度胸でゲッChu!             | 源泉湯の宿 松乃井 猿ヶ京バンジー    |
| 9  | 6月10日        | 1人で宴会を盛り上げろ 宴会王決定戦!                                                                 | ファンレターで I Want Chu! | 源泉湯の宿 松乃井                   |
| 10 | 6月17日        | 昆虫物語 てんとうむChu!とみつばちハッChu! クオリティー向上を目指す! 声優のテクニックをイチから学ぶ! | センター・アピールChu!     | 東京アニメーション カレッジ専門学校 |
| 11 | 6月24日        | 可愛いMOVEで世界を掴め!                                                                             | どきどきサプライChu!       | 戸頭幼稚園                          |
| 12 | 7月8日         | 成田国際空港を目指し約20Kmを走る → 目指せ!成田国際空港 てんとうむChu!マラソン                       | ママに会えたでChu!         | 成田国際空港                        |

### 放送休止
- 2014年7月1日 - 2014 FIFAワールドカップフランス対ナイジェリア戦放送のため。

## ネット局
| 放送対象地域 | 放送局             | 系列           | 放送日時                     | 放送期間               | 遅れ    |
| ------------ | ------------------ | -------------- | ---------------------------- | ---------------------- | ------- |
| 関東広域圏   | 日本テレビ （NTV） | 日本テレビ系列 | 火曜 1:29 - 1:59（月曜深夜） | 2014年4月15日 - 7月8日 | 制作局  |
| 福岡県       | 福岡放送 （FBS）   | 日本テレビ系列 | 水曜 1:29 - 1:59（火曜深夜） | 2014年4月23日 - 7月9日 | 8日遅れ |

## 番組DVD
vapからDVD、Blu-rayが発売される予定。